# Gartnait II
Gartnait II mac Dolmech rois des Pictes de 584 à 599 ou 604.

## Biographie
Gartnait mac Dolmech succède à Brude mac Maelchon en 584. Les listes royales de la Chronique Picte du « Groupe A » lui accordent un règne de onze ans celles du « Groupe B » un règne de vingt ans. Les Annales de Tigernach mentionnent sa mort en 599.
Gartnait est assimilé au fils homonyme d'Áedan mac Gabrain nommé dans le Senchus Fer n-Alban et dans ce cas Dolmech serait le nom de sa mère ce qui conforterait les partisans d'une succession strictement matrilinéaire chez les Pictes. Dans une étude récente James E. Fraser, rejette toutefois l'existence de Gartnait mac Áedán, estimant que le personnage est une création généalogique rétroactive du début du VIIIe siècle destinée à appuyer les ambitions du Cenél nGartnait, descendants de Gartnait mac  Accidán, à régner sur le Kintyre.

## Postérité
Le successeur de Gartnait mac Dolmech comme roi des Pictes est Nechtan nepos Uerb que l'on identifie au Nechtan mac cano mort en 621 selon les Annales d'Ulster. Curieusement le Senchus Fer n-Alban attribue à Gartnait mac Áedain un fils également nommé Cano.
Si ce Cano était le même que le père du roi des Pictes Nechtan nepos Uerb ce dernier serait donc également le petit-fils de Gartnait à l'encontre de l'hypothèse qui fait de Nechtan nepos Uerb le petit-fils d'un prince Breton de Strathclyde.
Gartnait est également considéré comme l'ancêtre éponyme du Cenèl nGartnait qui joue un rôle important d'abord à Skye puis dans le Kintyre jusqu'à l'époque de Talorg mac Congus, exécuté en 734 par le roi Picte Oengus mac Fergus, et son frère Cu Bretan mort en 740.

## Sources
- (en) John Bannerman Studies in the History of Dalriada. Scottish Academic Press, Edinburgh (1974)  (ISBN 0701120401).
- (en) J.P.M. Calise, Pictish Sourcebook, Documents of Medieval Legend and Dark Age History, Londres, Greenwood Press, 2002 (ISBN 0313322953).
- (en) William Arthur Cumming, The Age of the Picts, Stroud, Sutton Publishing, 1998 (ISBN 0750916087).
- (en) James E. Fraser, From Caledonia to Pictland, Scotland to 795, vol. I The New Edinburgh History of Scotland, Edinburgh, Edinburgh University Press, 2009 (ISBN 978-0-7486-1232-1).
- (en) William Forbes Skene Chronicles Of The Picts,Chronicles Of The Scots, And Other Early Memorials Of Scottish History. H.M General Register House Edinburgh (1867) Reprint par Kessinger Publishings's (2007)  (ISBN 1432551051).
- (en) Ann Williams, Alfred P. Smyth, D.P Kirby. A biographical dictionnary of Darl Age Britain SEABY (Londres)   (ISBN 1852640472) (OCLC 224671374).